# Maxschacht (Stockheim)
Maxschacht ist eine Wüstung auf dem Gemeindegebiet von Stockheim im Landkreis Kronach (Oberfranken, Bayern).

## Geographie
Die Einöde lag auf einer Höhe von 362 m ü. NHN an der Grenze zu Thüringen. Stockheim befand sich 0,8 km nördlich.

## Geschichte
Maxschacht wurde in der zweiten Hälfte des 19. Jahrhunderts auf dem Gemeindegebiet von Stockheim gegründet und war eine Kohlengrube.

### Einwohnerentwicklung
| Jahr      | 001861 | 001871 | 001885 |
| Einwohner | 6      | 6      | *      |
| Häuser    |        |        | *      |
| Quelle    | [ 4 ]  | [ 5 ]  | [ 6 ]  |

## Religion
Der Ort war katholisch geprägt und nach St. Katharina (Neukenroth) gepfarrt.

## Weblink
- Maxschacht in der Ortsdatenbank des bavarikon, abgerufen am 20. August 2021.